# 淮海东路 (上海)
淮海东路是上海市黄浦区的一条街道，东西走向，东起人民路，西迄西藏南路接淮海中路，长373米，在法租界时代原名宁波路。淮海东路的长度和繁华程度都远不及淮海中路，但是开辟早于后者。
淮海东路的所在地原为四明公所，是旅沪宁波籍人士的会馆兼公坟，创建于1797年，位于上海县城外西北侧紧邻护城河处。1862年被划入法租界内。1874年5月3日和1898年7月17日，由于征地筑路迁坟，曾经两度引发法租界公董局与宁波同乡会之间严重的中外流血冲突事件，称为“四明公所事件”。最终，四明公所的地产大体得以保留，只让出一小部分开辟宁波路（淮海东路），而中国方面则同意法租界再次扩展。

## 交会道路（东向西）
- 人民路、浙江南路
- 永寿路
- 广西南路
- 云南南路
- 西藏南路